# Droga wojewódzka 588
Die Droga wojewódzka 588 (DW 588) ist eine polnische Woiwodschaftsstraße, die innerhalb der Woiwodschaft Pommern verläuft und die beiden – durch die Weichsel getrennten – Powiate Tczewski (Kreis Dirschau) und Kwidzyński (Kreis Marienwerder (Westpreußen)) verbindet. Ausgangs- und Endpunkt der 16 Kilometer langen DW 588 ist die Landesstraße DK 90.

## Streckenverlauf der DW 588
- Woiwodschaft Pommern:
- Powiat Tczewski (Kreis Dirschau):
  - Opalenie (Münsterwalde) (→ DK 90: Dąbrówka (Dombrowken, 1939–45 Damerau) – Korzeniewo (Kurzebrack) – Kwidzyn (Marienwerder (Westpreußen)))
  - ~ Wisła (Weichsel) ~
- Powiat Kwidzyński (Kreis Marienwerder):
  - Grabówko (Klein Grabau)
  - Nowy Dwór (Neuhöfen)
  - Obory (Schwanenland)
  - Mareza (Mareese) (→ DK 90 (wie oben), DW 518: Gniew (Mewe) – Gurcz (Gutsch, 1938–45 Zandersfelde) – Mareza (- Kwidzyn))